# Palpita pilosalis
Palpita pilosalis là một loài bướm đêm trong họ Crambidae.